# Oleszna Podgórska
Oleszna Podgórska,  (Duits: Krummöls) is een plaats in het Poolse woiwodschap Neder-Silezië. 

## Bestuurlijke indeling
Vanaf 1975 tot aan de grote bestuurlijke herindeling  van Polen in 1998 viel het dorp bestuurlijk onder woiwodschap Jelenia Góra, vanaf 1998 valt het onder woiwodschap Neder-Silezië, in het district Lwówecki. Het maakt deel uit van de gemeente Lubomierz en ligt op 11 km ten zuidwesten van Lwówek Śląski, en 110 km ten westen van de provinciehoofdstad (woiwodschap) Wrocław.

## Geschiedenis
Na de Tweede Wereldoorlog werd het gebied onder Pools bestuur geplaatst en omgedoopt tot Olesna Górska, vervolgens etnisch gezuiverd volgens de naoorlogse Conferentie van Potsdam. De Duitse bevolking werd verdreven en vervangen door Polen. In 1947 kreeg het zijn huidige naam.

## Monumenten
Opgenomen in het register van Narodowy Instytut Dziedzictwa:
- Evangelische kerk, nu Rooms-Katholieke Kerk uit omstreeks 1853
- kerktoren, en overblijfselen van de St.Nicholaaskerk (Pools: św. Mikołaja), uit de zestiende eeuw.